# Ivan Perne
Ivan Perne, slovenski diplomat in pravnik, 8. september 1889, Povlje, Avstro-Ogrska, 27. november 1933, Ženeva, Švica.
Rodil se je v Povljah  pri Kranju 8. septembra 1889 v kmečki družini. Osnovno šolo je naprej obiskoval v Povljah, kasneje pa v Kranju. Vseskozi je bil odličnjak in je leta 1908 maturiral na kranjski gimnaziji. Istega leta se je vpisal na dunajsko pravno fakulteto. Pravo je najprej študiral na Dunaju, potem v Pragi in zopet na Dunaju. Perne je prejemal tudi štipendijo Knafljeve ustanove na Dunaju.  Na Dunaju je leta 1914 tudi doktoriral. Med študijem je v letih 1911/12 odslužil tudi vojaški rok v Celovcu. Po doktoratu leta 1914 je zaprosil za državno službo v Celovcu, a je zaradi enoletnega študija v Pragi ni dobil – za Nemce je bil namreč preveč zaveden Slovenec. Pripravništvo je zato opravljal pri deželni vladi v Ljubljani.  
V prvi svetovni vojni je s tirolskim lovskim polkom odšel na fronto v Galicijo, tam so ga zajeli Rusi. Večino vojnega ujetništva, ki je trajalo kar 4 leta, je preživel v ruskem jetništvu v Samari, kjer pa je kljub temu da je bil vojnih ujetnik, lahko  študiral jezike in mednarodno pravo.
Po vrnitvi domov je leta 1918 napravil izpit za diplomata. Leta 1919 je postal tajnik v zunanjem ministrstvu Kraljevine Srbov, Hrvatov in Slovencev. V letih 1922−29 je bil tajnik na veleposlaništvu v Berlinu. V tem času  se je zavzemal za pravice jugoslovanskih delavcev v Porenju in Porurju. Nato je bil svetnik v zunanjem ministrstvu in kasneje generalni konzul. 
Imenovan je bil tudi za šefa oddelka za Društvo narodov. Kot strokovni in tehnični strokovnjak je bil član v jugoslovanski delegaciji pri razorožitveni konferenci v Ženevi v Švici. Za uspešno opravljeno delo je prejel priznanje predsednika konference Hendersona. Za njegovo delo sta ga  odlikovala tudi belgijski kralj in Poljska, prejel pa je tudi jugoslovanski red svetega Save.
Avgusta 1933 si je v Ljubljani, kamor je prišel zaradi obletnice mature, poškodoval nogo, kot posledica poškodbe se je razvilo vnetje venskih sten. Umrl je za srčno kapjo v Ženevi 27. novembra 1933, star 44 let. Pokopan je v rojstni vasi.
Strokovne prispevke o agrarni politiki je objavljal v Domoljubu. Za Sušnikovo knjigo Akademski poklici je napisal poglavje o diplomatsko-konzularnem poklicu.